# Was willst du dich betrüben, BWV 107
Was willst du dich betrüben, BWV 107 (Perquè et vols entristir), és una cantata religiosa de Johann Sebastian Bach per al setè diumenge després de la Trinitat, estrenada a Leipzig el 23 de juliol de 1724.

## Origen i context
El llibret és el text de l'himne de Johann Heermann de 1630, i el primer vers li dona el títol. És una cantata coral encara que no segueixi l'esquema general de les compostes l'any 1724, en què les estrofes centrals acostumen a ser paràfrasi del coral; a més, la disposició de quatre àries seguides és més típica de l'època de Weimar. L'himne de Heermann es canta amb la melodia coral Von Gott will ich nicht lassen, que se sent en els dos números extrems, melodia inicialment profana que fou adaptada a l'ús religiós per Joachim Magdeburg. El tema de l'himne es refereix a l'evangeli del dia Marc (8, 1-9), que narra el miracle de la multiplicació dels pans i dels peixos. Per a aquest setè diumenge després de la Trinitat es conserven dues altres cantates, la  BWV 186 i la BWV 187.

## Anàlisi
Obra escrita per a soprano, tenor, baix i cor; trompa natural, dues flautes de bec, dos oboès d'amor i baix continu. Consta de set números.
1. Coral:Was willst du dich betrüben (Perquè et vols entristir)
2. Recitatiu (baix): Denn Gott verlässet keinen (Car Déu no abandona mai)
3. Ària (baix): Auf ihn magst du es wagen (Amb Ell gosaràs fer-ho tot)
4. Ària (tenor): Wenn auch gleich aus der Höllen (Si mai el mateix Satanàs)
5. Ària (soprano): Es richt's zu seinen Ehren (Ell governa per la seva Glòria)
6. Ària (tenor): Darum ich mich ihm ergebe (Per això, en Ell poso confiança)
7. Cor: Herr, gib, dass ich dein Ehre (Fes, Senyor, que des del fons del cor)

Després d'una introducció instrumental, a càrrec de tot els instruments, fins i tot de la trompa natural que té com a única funció reforçar la melodia del coral, entra el soprano doblat pel cor, transmeten un sentiment d'aflicció i consol. El recitatiu de baix, número 2, té la particularitat d'anar acompanyat dels dos oboès d'amor, una situació molt poc habitual amb aquesta veu; aquest recitatiu va seguit, també de manera infreqüent, per quatre àries. El número 2 és una ària de baix amb dues seccions, a la primera se sent una vocalització, repetida tres cops, sobre unersrocknem (coratjós) i una altra sobre erjagen (sabràs percebre) i en la segona es destaca, també tres vegades, la paraula “rat” (al seu voler). Les altres dues àries següents són de tenor sobre un motiu quasi ostinato del continu, i de contralt que dialoga amb els dos oboès d'amor. El número 6, l'ària de tenor, conforma un trio amb les dues veus instrumentals del primer violí, que va a l'uníson amb les dues flautes, i el continu amb pizzicato. L'últim número, igual que el primer, juxtaposa el coral homòfon a quatre veus i el conjunt instrumental amb un aire a mig camí entre el d'una siciliana i una pastoral. Té una durada aproximada d'uns vint minuts.

## Discografia seleccionada
- J.S. Bach: Das Kantatenwerk. Sacred Cantatas Vol. 6. Gustav Leonhardt, Knabenchor Hannover (Heinz Hennig, director), Collegium Vocale Gent (Philippe Herreweghe, director), Leonhardt-Consort, Markus Klein (solista del cor), Kurt Equiluz, Max van Egmond. (Teldec), 1994.
- J.S. Bach: The complete live recordings from the Bach Cantata Pilgrimage. CD 33: St Mary’s, Haddington; 5 i 6 d'agost de 2000. John Eliot Gardiner, Monteverdi Choir, English Baroque Soloists, Katharine Fuge, Kobie van Rensburg, Stephan Loges. (Soli Deo Gloria), 2013.
- J.S. Bach: Complete Cantatas Vol. 12. Ton Koopman, Amsterdam Baroque Orchestra & Choir, Lisa Larsson, Christoph Prégardien, Klaus Mertens. (Challenge Classics), 2004.
- J.S. Bach: Cantatas Vol. 23. Masaaki Suzuki, Bach Collegium Japan, Yukari Nonoshita, Makoto Sakurada, Peter Kooij. (BIS), 2004.
- J.S. Bach: Church Cantatas Vol. 34. Helmuth Rilling, Gächinger Kantorei, Bach-Collegium Stuttgart, Arleen Auger, Aldo Baldin, John Bröcheler. (Hänssler), 1999.
- J.S. Bach: Cantatas BWV 39, 73, 93, 105, 107 & 131. Philippe Herreweghe, Collegium Vocale Gent, Agnes Mellon, Howard Crook, Peter Kooy. (Virgin), 2002.